# Roland Moyson
Roland Moyson, né le 13 avril 1934 à Bruxelles, est un footballeur international belge actif durant les années 1950 et 1960. Il passe l'essentiel de sa carrière au Daring Club de Bruxelles, où il occupe le poste d'attaquant.

## Carrière en club
Roland Moyson fait ses débuts dans l'équipe première du Daring en 1951. Le club vit des saisons difficiles au niveau sportif et lutte chaque année pour son maintien en première division. Finalement, il ne peut éviter la relégation en 1954. Le jeune attaquant reçoit régulièrement sa chance dans le onze de base et participe à la conquête du titre de champion de Division 2 un an plus tard, permettant au club de revenir directement parmi l'élite nationale. Devenu titulaire incontestable dans l'équipe, Roland Moyson est le buteur attitré de l'équipe et lui permet de se maintenir aisément au plus haut niveau durant deux ans, terminant notamment cinquième au classement des buteurs de la saison 1956-1957 avec 19 buts inscrits. Ses bonnes prestations lui permettent d'être appelé en équipe nationale belge en décembre 1956 pour disputer un match amical en Allemagne. Bien qu'il inscrive le seul but belge de la rencontre, il ne sera plus jamais appelé par la suite.
Roland Moyson vit une saison 1957-1958 plus difficile, à l'image de son équipe qui ne peut éviter une nouvelle relégation. Comme quatre ans plus tôt, le Daring remporte le titre directement et remonte en Division 1 douze mois après l'avoir quittée. Cette fois, le club se stabilise en milieu de classement et se met chaque année rapidement à l'abri de la lutte pour le maintien. En 1964, âgé de trente ans, Roland Moyson décide de quitter le club et le haut niveau pour rejoindre les rangs du RAEC Mons, actif en Division 3. Il y joue durant un an avant de mettre un terme définitif à sa carrière.

## Statistiques
| Saison                | Club                  | Championnat           | Championnat | Championnat | Coupe(s) nationale(s) | Coupe(s) nationale(s) | Total | Total |
| Saison                | Club                  | Division              | M.          | B.          | M.                    | B.                    | M.    | B.    |
| 1951-1952             | Daring CB             | Division 1            | -           | -           | 0                     | 0                     | 0     | 0     |
| 1952-1953             | Daring CB             | Division 1            | -           | -           | 0                     | 0                     | 0     | 0     |
| 1953-1954             | Daring CB             | Division 1            | -           | -           | -                     | -                     | 0     | 0     |
| 1954-1955             | Daring CB             | Division 2            | -           | -           | -                     | -                     | 0     | 0     |
| 1955-1956             | Daring CB             | Division 1            | 24          | 14          | -                     | -                     | 24    | 14    |
| 1956-1957             | Daring CB             | Division 1            | 30          | 19          | 0                     | 0                     | 30    | 19    |
| 1957-1958             | Daring CB             | Division 1            | -           | -           | 0                     | 0                     | 0     | 0     |
| 1958-1959             | Daring CB             | Division 2            | -           | -           | 0                     | 0                     | 0     | 0     |
| 1959-1960             | Daring CB             | Division 1            | 28          | 12          | 0                     | 0                     | 28    | 12    |
| 1960-1961             | Daring CB             | Division 1            | -           | -           | 0                     | 0                     | 0     | 0     |
| 1961-1962             | Daring CB             | Division 1            | -           | -           | 0                     | 0                     | 0     | 0     |
| 1962-1963             | Daring CB             | Division 1            | -           | -           | 0                     | 0                     | 0     | 0     |
| 1963-1964             | Daring CB             | Division 1            | -           | -           | -                     | -                     | 0     | 0     |
| 1964-1965             | RAEC Mons             | Division 3            | -           | -           | -                     | -                     | 0     | 0     |
| Total sur la carrière | Total sur la carrière | Total sur la carrière | 82          | 45          | -                     | -                     | 82    | 45    |

### Palmarès
- 2 fois champion de Division 2 en 1955 et 1959 avec le Daring Club de Bruxelles

## Carrière en équipe nationale
Roland Moyson compte une convocation et un match joué en équipe nationale belge. Celui-ci a lieu le 23 décembre 1956 lors d'un match amical en Allemagne de l'Ouest et se solde par une défaite 4-1. Lors de ce match, il inscrit le but égalisateur, avant de voir les allemands reprendre l'avance.
Le tableau ci-dessous reprend toutes les sélections de Roland Moyson. Le score de la Belgique est toujours indiqué en gras.
| Date       | Compétition  | Adversaire           | Lieu    | Score | Remarque  |
| ---------- | ------------ | -------------------- | ------- | ----- | --------- |
| 23/12/1956 | Match amical | Allemagne de l'Ouest | Cologne | 4-1   | 38e (1-1) |